# 莫斯托夫斯科伊 (克拉斯诺达尔边疆区)
莫斯托夫斯科伊（羅馬化：Mostovskoy）是俄罗斯克拉斯诺达尔边疆区的市级镇、莫斯托夫斯科伊区行政中心及最大聚居地，位于库班河支流拉巴河畔，地处克拉斯诺达尔边疆区东南部，在边疆区首府克拉斯诺达尔东南方，靠近该边疆区与阿迪格共和国的边界。
该地2021年人口有24,910人；2010年人口25,075；2002年人口24,866；1989年人口19,348。